# Wespus
Wespus es un género de Grassatores armados en la familia Phalangodidae. Existe una especie descripta en Wespus, W. arkansasensis.